# Шпінель
Шпінель — мінерал класу оксидів і гідроксидів, складний оксид алюмінію і магнію. 
Група шпінелі.

## Етимологія та історія
Походження назви до кінця не з'ясовано. Передбачається, що вона походить від давньогрецького σπίν(ν)ος [spín(n)os], що означає «іскра» або «блиск» і, таким чином, відноситься до його блиску. Друга версія походження назви — від лат. spinella — невеликий шип — за гострокутною формою кристалу (G.Agricola, 1546). Латинське spina, spinus або spinula означає «шип» або «конус», spinella означає «маленький шип».
Інші назви: балас-рубін, бале-рубін, магнезіошпінель. 
Назва шпінель передавалася в різних варіантах написання в Європі принаймні з 16 століття, в тому числі як Spynell в Англії (1528), як Spinella від Георгія Агріколи (1546) і як Spinellus від фламандського мінералога Ансельмуса де Бодта (1609). Подібно до терміна карбункул або камінь карбункул, який був відомий з давнини, шпінель не стосується конкретно мінералу. Лише приблизно 1800 року люди зрозуміли, що червоний рубін і блакитний сапфір — це лише кольорові різновиди одного і того ж мінералу корунду, і що шпінель і мінерали групи гранатів, схожі за кольором і кристалографією, утворили власні типи мінералів і навчився їх розрізняти.

## Загальна характеристика
Поширений мінерал контактово-метасоматичних утворень; оксид магнію та алюмінію координаційної будови. Хімічна формула: MgAl2O4. Містить: MgO — 28,2 %; Al2O3 — 71,8 %. Домішки FeO, Fe2O3, ZnO, MnO, Mn2O3, Cr2O3, TiO2 та інш.

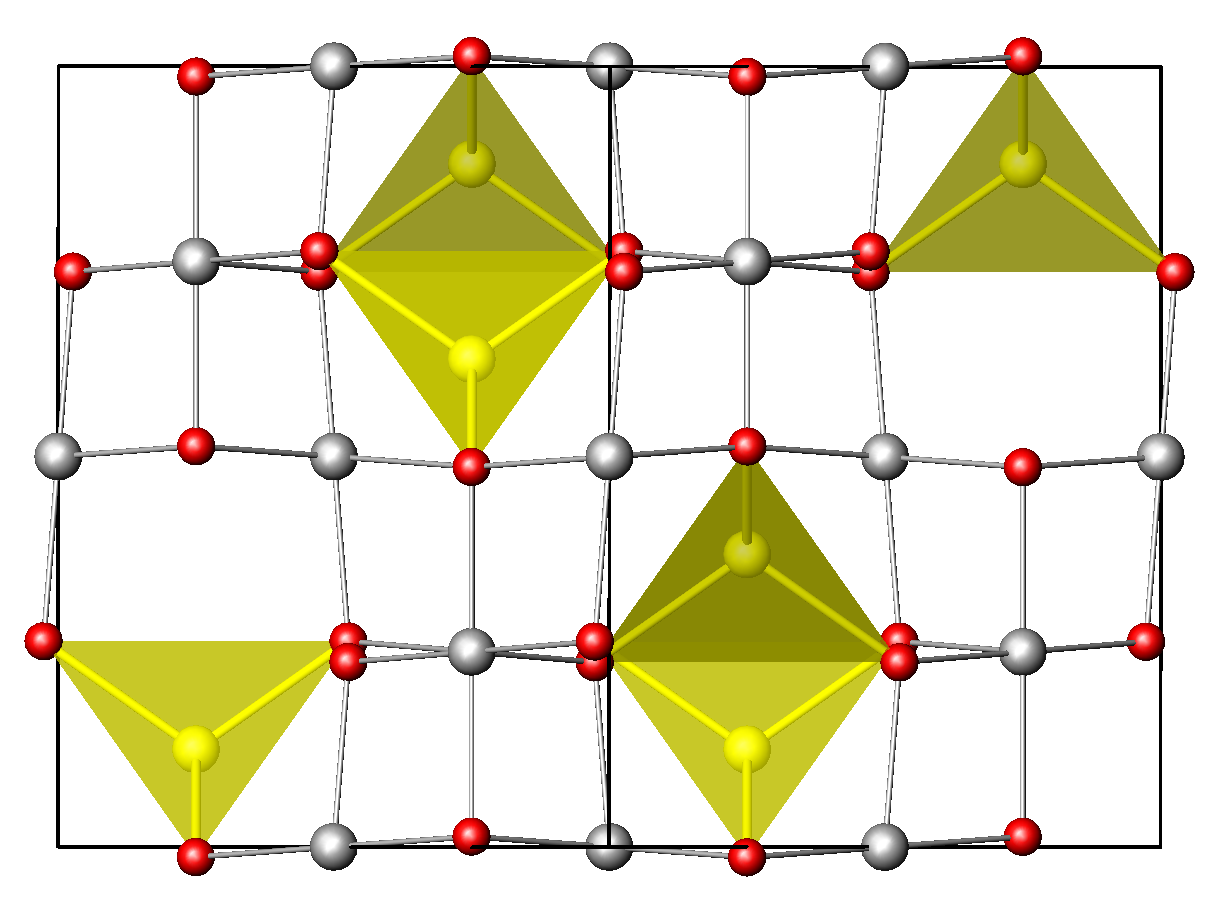
3-D модель структури шпінелі
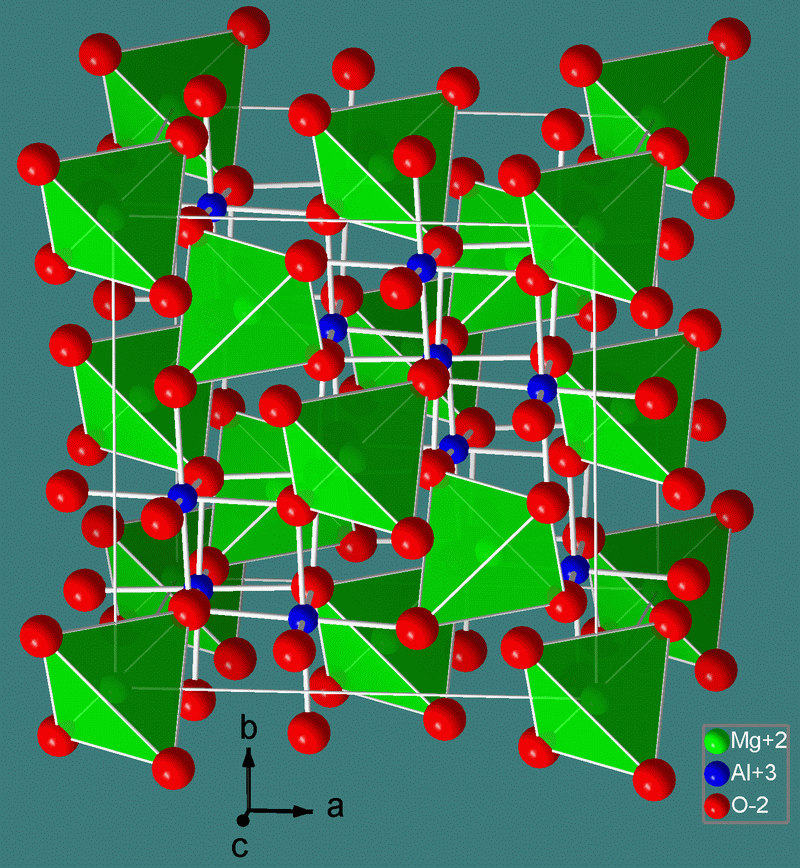
Кристалічна структура шпінелі

Сингонія кубічна. Гексоктаедричний вид. Кристалічна структура координаційна, високосиметрична. Утворює октаедричні рідше додекаедричні та кубічні кристали. Характерні сплющені двійники по (111) — шпінелевий закон, рідше двійники проростання, шестерники внаслідок повторного двійникування. Густина 3,5-4,1. Твердість 7,5-8,0. Домішки хромофорів зумовлюють оранжеве, червонувато-буре, коричневе забарвлення. Безбарвна шпінель трапляється рідко. Блиск скляний. Порошок білий. Риси біла. Ізотропна.

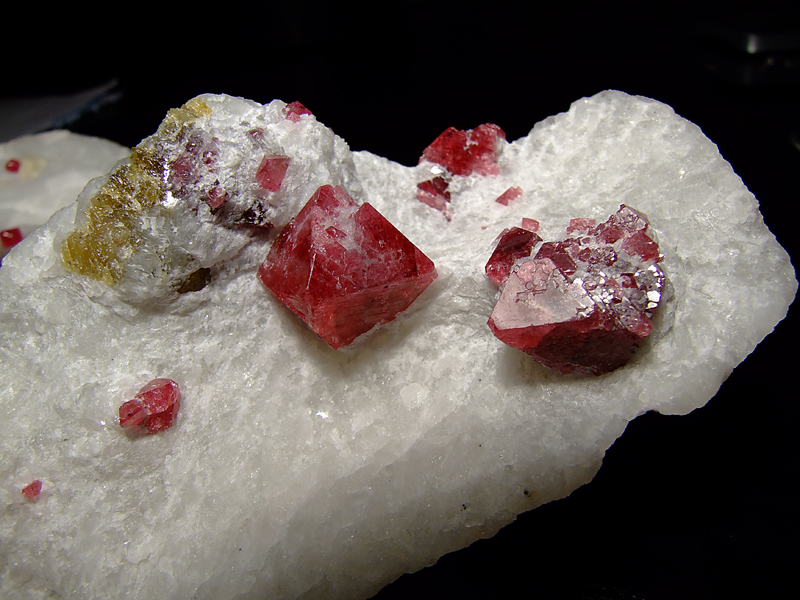
Октаедричні кристали червоної шпінелі на друзі молочного кальциту, родовище Люк Єн, В'єтнам
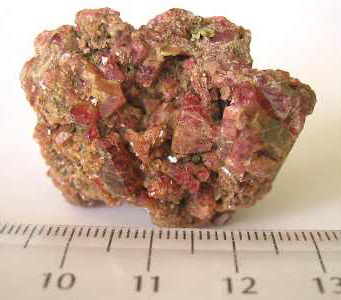
Жеода червоної шпінелі, родовище Люк Єн, В'єтнам
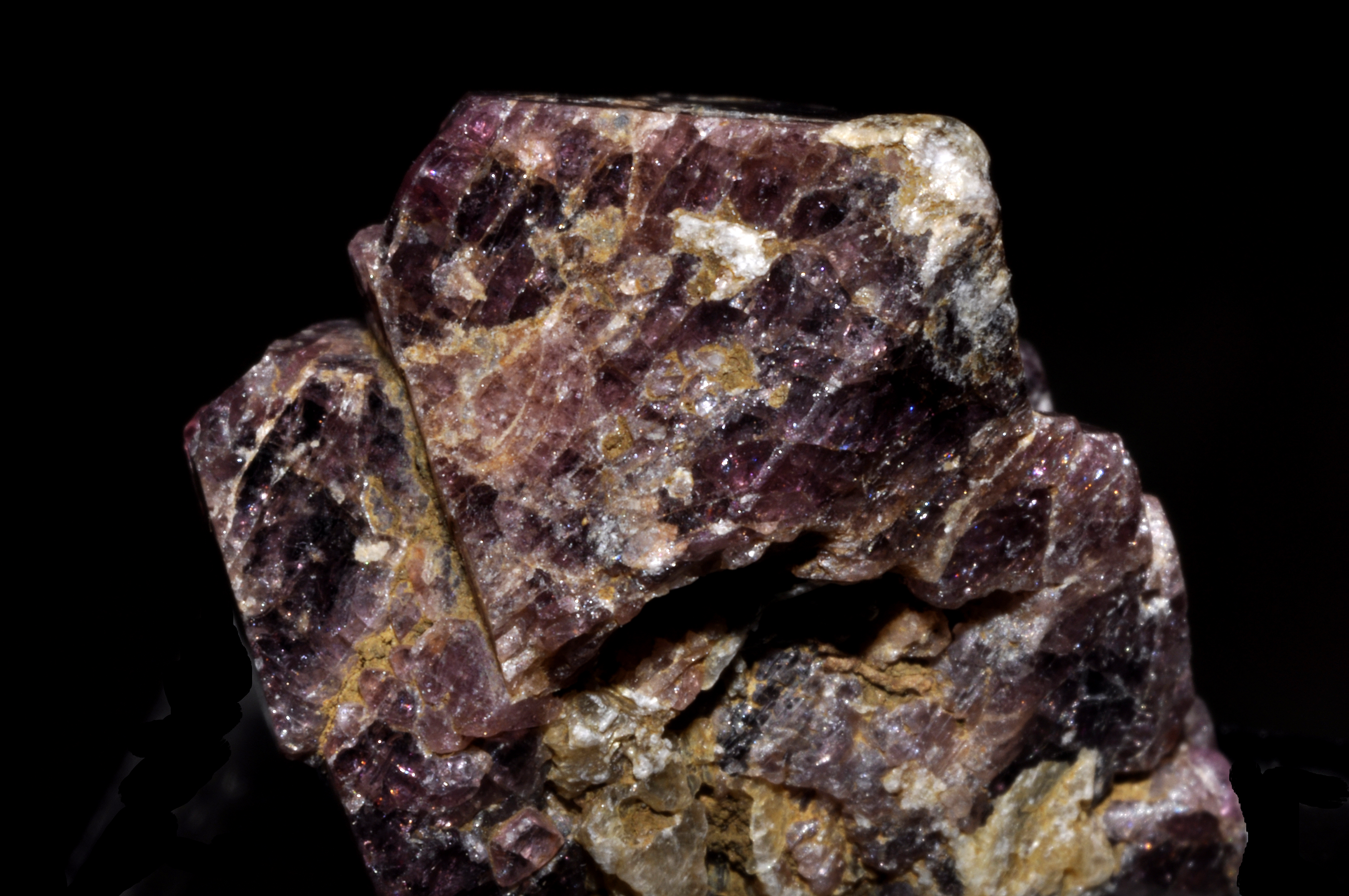
Кристал темно-фіолетової шпінелі, Китай
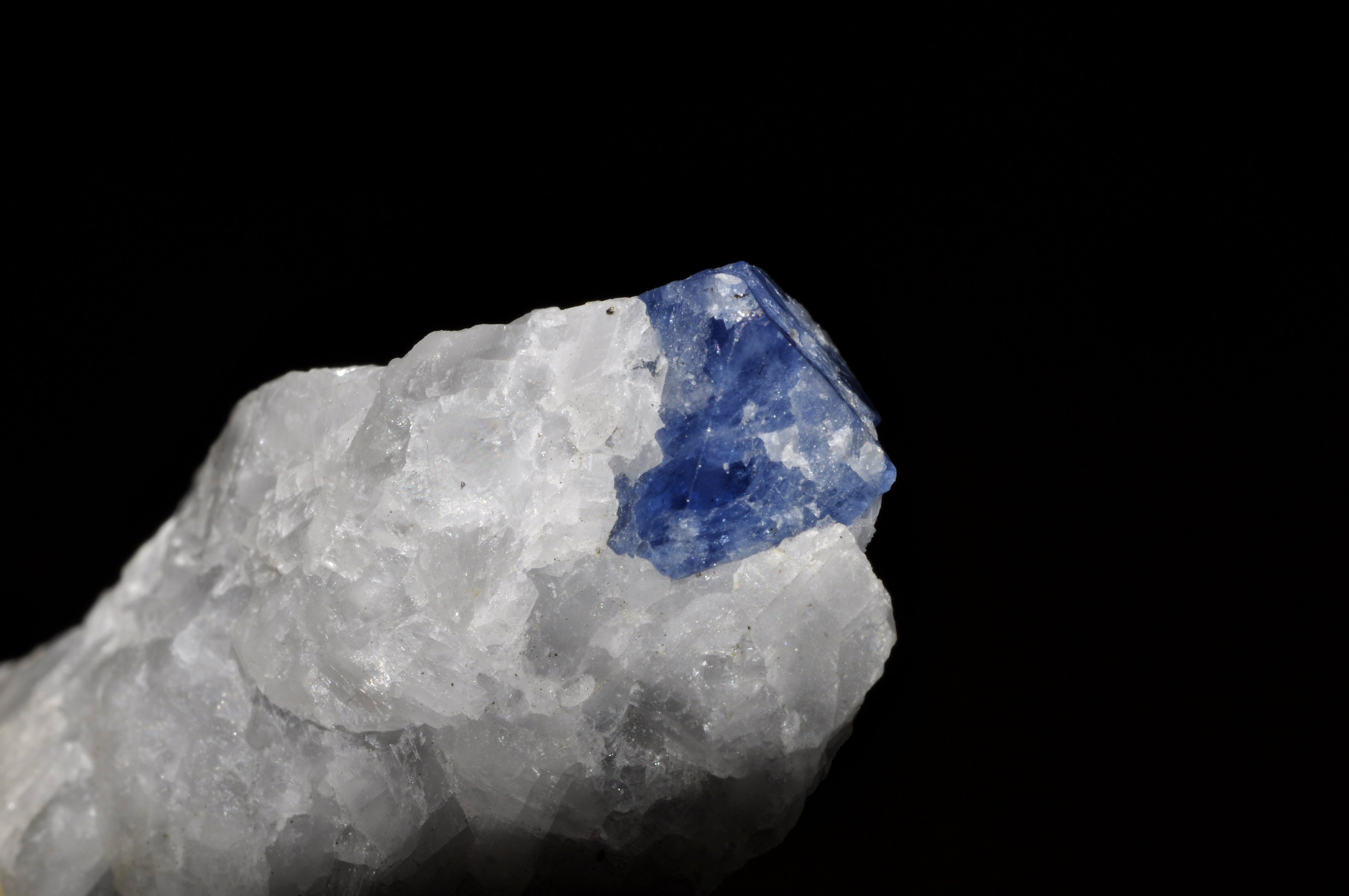
Кристал темно-блакитної шпінелі на  кальцитовій підложниці, Пакистан

## Генезис і родовища
Шпінель — типовий мінерал контактово-метасоматичних утворень, який виникає в пневматолітових і гідротермальних умовах на контакті з вапняками. Рідше вона спостерігається в магматичних породах, як продукт безпосередньої кристалізації з магматичного розплаву, а інколи — в метаморфічних породах. 
Мінерал, що утворюється при високих температурах як допоміжний у магматичних породах
(головним чином базальти, кімберліти, перидотити та ксеноліти); в регіонально-метаморфізованих
багатих алюмінієм сланцях; у вапняках регіонально та контактово метаморфізованих; уламковий мінерал.
Для шпінелі характерна асоціація з магнетитом, хондродитом, везувіаном, піроксенами, гранатами, форстеритом, хондродитом, скаполітом, флогопітом, корундом, силіманітом, андалузитом, хлоритами тощо. Накопичується у розсипах.
Розповсюдження: Арґено (Вехр. Гарона, Франція), Екер (Швеція), Мустіо-Карьяа (Фінляндія), Ратнапура (Шрі-Ланка), Могок (Верхня М'янма), Кухілал (Памір, Таджикистан). У США у штатах Нью-Йорк, Нью-Джерсі, Каліфорнія. У Канаді провінції Онтаріо, Квебек. В районі Айфель і в Боденмайсі Баварія, Німеччина. На Монте-Сомма і Везувій, Кампанія, Італія. Ряд місць на Мадагаскарі.
На території України шпінель зустрічається як акцесорний мінерал у вивержених породах Українського кристалічного щита і Вигорлат-Гутинської вулканічної гряди в Закарпатті.

## Використання

### Куленепробивне скло
Інженерами дослідницької лабораторії ВМС США була розроблена технологія виготовлення куленепробивного скла зі шпінелі. На противагу традиційному куленепробивному склу, яке складається з декількох шарів різних матеріалів, дана технологія дозволяє виготовляти «скло» довільної форми. Серед інших переваг матеріалу — менша вага, здатність пропускати промені в інфрачервоному діапазоні. Новий матеріал може бути використаний для виготовлення тривких до подряпин екранів смартфонів, об'єктивів камер, захисного скла на військовій техніці.
Створена технологія включає методи очищення та промислового виготовлення листів шпінелю, який видобувається в різних кольорах і відтінках. Він обробляється за допомогою технології спікання, коли для формування матеріалу застосовується гарячий прес. У попередні спроби застосування методу спікання для виготовлення шпінелю не вдавалось досягти необхідної прозорості готового скла.

## Синтетичний шпінель
Синтетичну шпінель можна виробляти подібними способами до синтетичного корунду, включаючи метод Вернейля та метод флюсу, вперше запропонований Едмондом Фремі. Він широко використовується як недорогий дорогоцінний камінь у ювелірних виробах з каменем народження на серпень місяць. Світло-блакитна синтетична шпінель є хорошою імітацією аквамаринового берилу, а зелена синтетична шпінель використовується як імітатор смарагду або турмаліну. До 2015 року прозору шпінель виготовляли в листах та інших формах шляхом спікання. Синтетична шпінель, яка виглядає як скло, але має значно вищу міцність проти тиску, також може мати застосування у військових і комерційних цілях.